# パンの会

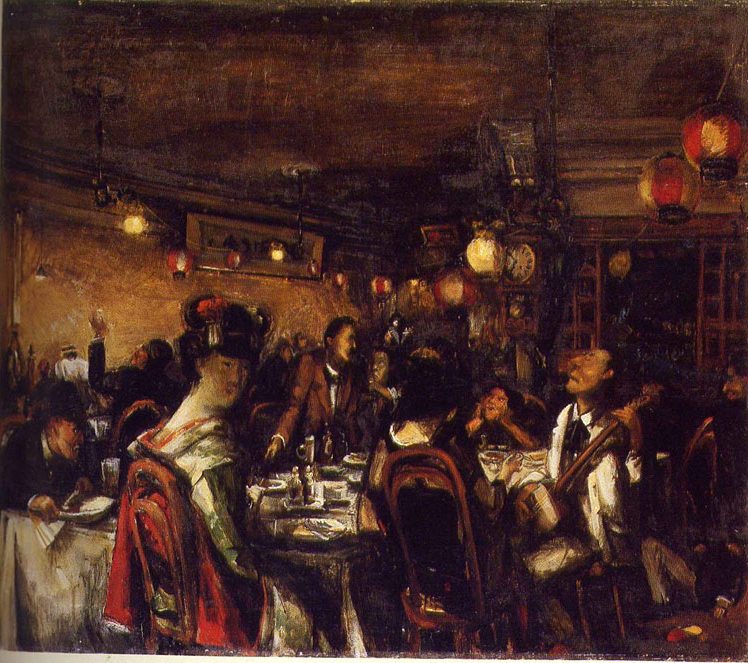
パンの会の様子。木下杢太郎からの聞き取りにより木村荘八が描いたもの

パンの会（ぱんのかい）は明治時代末期の青年文芸・美術家の懇談会。
「パン」はギリシア神話に登場する牧神で、享楽の神でもある。1894年にベルリンで結成された芸術運動「パンの会」に因むものだという。
20代の芸術家たちが中心となり、浪漫派の新芸術を語り合う目的で出発し、東京をパリに、大川（隅田川）をパリのセーヌ川に見立て、月に数回、隅田河畔の西洋料理店（大川近くの小伝馬町や小網町、あるいは深川などの料理店）に集まり、青春放埓の宴を続けた。パンの会は反自然主義、耽美的傾向の新しい芸術運動の場となり、1908年末から1913年頃まで続いた。 

## あらまし

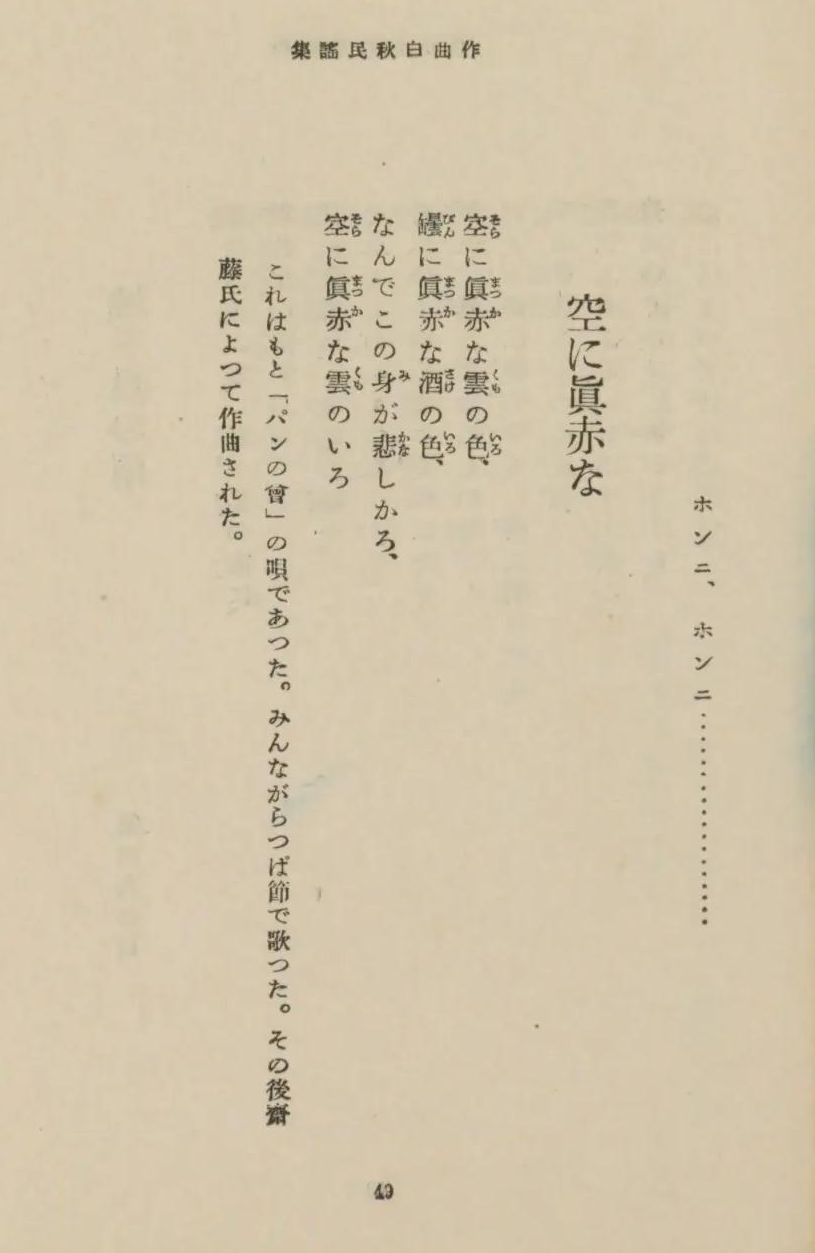
北原白秋『空に眞赤な（パンの會の唄）』

『スバル』系の詩人、北原白秋、木下杢太郎、長田秀雄、吉井勇らと、美術同人誌『方寸』に集まっていた画家、石井柏亭（主宰）、山本鼎、森田恒友、倉田白羊らが、文学と美術との交流を図って意気投合し、日本にもパリのカフェのように、芸術家が集まり芸術を語り合う場所が必要だということになった。
木下が苦労して会場を探し出し、1908年（明治41年）12月、隅田川の右岸の両国橋に近い矢ノ倉河岸の西洋料理「第一やまと」で第1回会合が開催された。
翌年には欧米留学から帰国した高村光太郎がやや遅れて参加、上田敏、永井荷風らの先達もときに参会し、耽美派のメッカの観を呈した。長田秀雄、吉井勇、小山内薫、俳優の市川左団次、市川猿之助らも顔を出した。白秋の『東京景物詩』、杢太郎の『食後の唄』はこの会の記念的作品である。また、木下杢太郎の回想に会合の様子が描かれている。
しだいに放逸な酒宴の場となり、酒好きの会員が多く、どんちゃん騒ぎになることもあった。一方、1909年5月、社会主義者の集まりと誤解され、刑事50人が様子を見に来て、笑い草になったこともあった。

### 黒枠事件

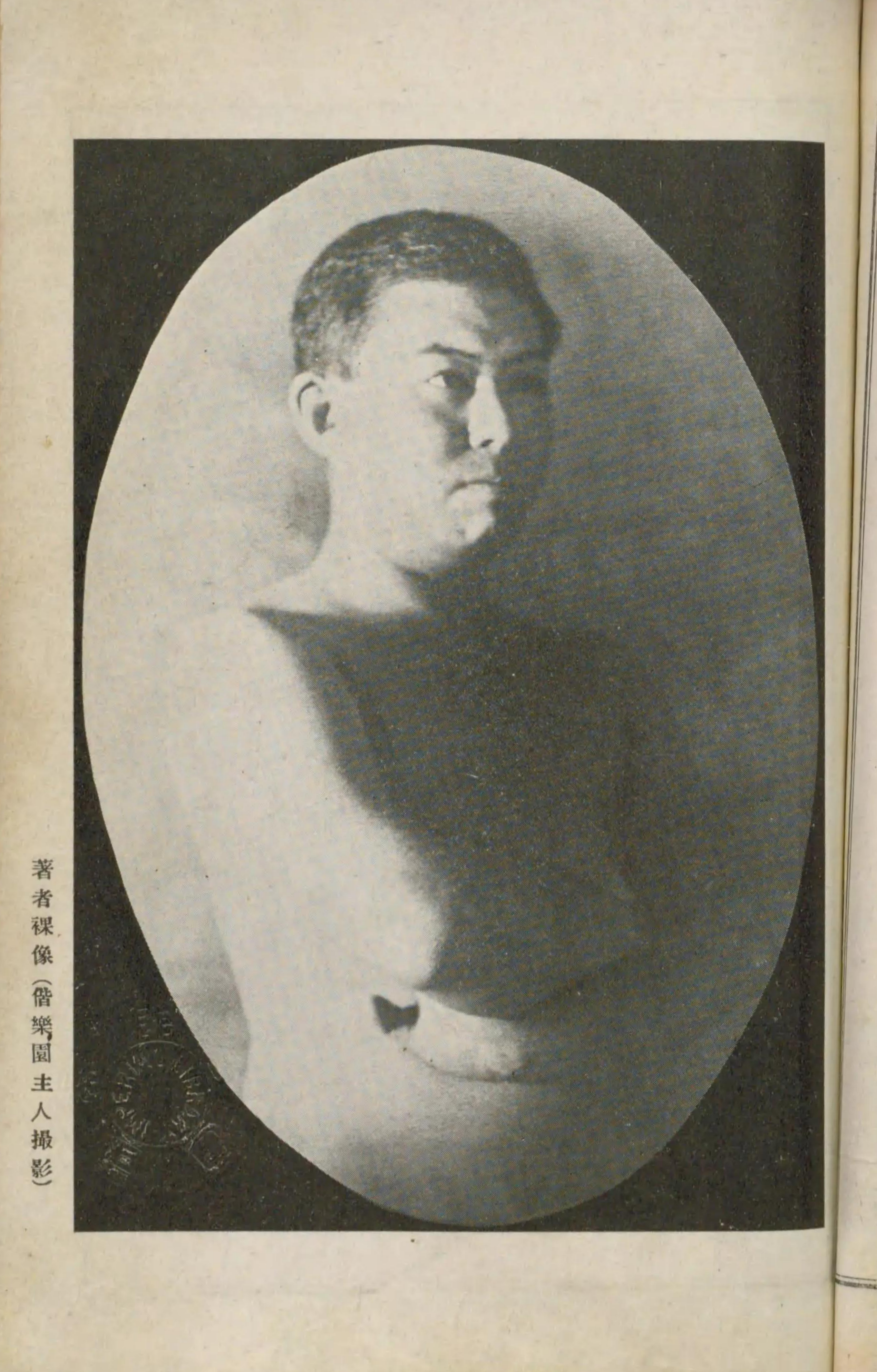
《著者裸像（偕樂園主人撮影）》
（谷崎潤一郎『青春物語』中央公論社 昭和8年）

1910年（明治43年）11月の会合は、石井柏亭の外遊と長田秀雄・柳啓介の入営の送別会を兼ねて盛大に行うことになった。この時の世話人は、高村光太郎、北原白秋、小山内薫、永井荷風、倉田白羊、森田恒友、木下杢太郎、吉井勇であった。この日の様子は谷崎潤一郎の『青春物語』にも描かれている。『新思潮』『白樺』『三田文学』の同人から、音楽・演劇の関係者まで参集し、空前の盛会となったが、会場に掲げられた「祝長田君・柳君入営」の貼り紙に高村光太郎が黒枠を描き込んでいたため、「萬朝報」に取上げられ、徴兵制度を非難する非国民の会と批判されてしまった（「黒枠事件」）。
雑誌スバルの詩人書家連は、パンの會といふ會を立てて、毎月其處らの安料理屋で開く事にしてるが、ツイ此の間の會が兩國のさる處で開かれた時は、随分珍妙な喜劇を演つたさうだ。何でも開會の前日からパンの會々場と大書したビラを下げて置いた。處が警視廰ではパンの會と云ふのに、希臘時代からの故事があらうなどと、そんな風流な處には氣が着かぬから、パンの會と云へばこれや適切社會主義者の會合に違ひないと、飛んだ處へ早合點をまはして、開會當日の朝から會場の近邊へ角袖巡査を派すこと約五十名、萬一不穩な辯論や形勢があればと、用意周到に固めてゐた。さて會員等はそんなことゝは夢にも知らず、上田敏氏の佛國文學談など色々藝術談に花の咲いた後、宴が崩れて來ると鯨飮亂舞隨分騷立てゝ可い頃に散會した。馬鹿を見たのは角袖巡査で、散つた會員の後姿を見送りながら、なんのこつたとすご〱引揚げたさうだ。
大逆事件の裁判を控えた時期でもあり、黒枠事件以後は次第に盛上りを欠くものになっていった。パンの会は1913年（大正2年）頃まで続いた。明治の終焉とほぼ同時期であった。

## 評価
会そのものは短い期間だったが、自然主義に対抗するロマン主義的な運動として文化史上にその名を残した。
ちょうど小山内薫の自由劇場（1909年（明治42年））や雑誌「三田文学」・「新思潮」（第2次）・「白樺」の創刊（1910年（明治43年））など、文芸上の新しい動きが起こっていた時期であった。カフェー・プランタンが開店するのもこの頃のことである。